# انجمن حسابداری آمریکا
| انجمن حسابداری آمریکا | انجمن حسابداری آمریکا                                                |
| --------------------- | -------------------------------------------------------------------- |
|                       |                                                                      |
| شعار                  | رهبران اندیشه در حسابداری                                            |
| بنیان‌گذاری            | ۱۹۱۶                                                                 |
| شخصیت حقوقی           | انجمن غیرانتفاعی طبق قوانین · ایالت ایلینوی ایالات متحده آمریکا      |
| مقر                   | ساراسوتا، فلوریدا                                                    |
| اعضا                  | در سه گروه: (۱) اعضای عادی، (۲) اعضای مادام‌العمر، و (۳) اعضای دانش‌جو |
| زبان رسمی             | انگلیسی                                                              |
| رئیس                  | Karen Pincus (پروفسور حسابداری از دانشگاه آرکانزاس)                  |
| وب‌گاه رسمی            | http://aaahq.org                                                     |

انجمن حسابداری آمریکا (به انگلیسی: The American Accounting Association یا AAA) یکی از باسابقه‌ترین و معتبرترین انجمن‌های علمی حسابداری در جهان است که نزدیک به یک قرن از راه‌اندازی آن (در سال ۱۹۱۶) می‌گذرد و تاکنون ۲۸ تن از فهرست ۹۷ نفری دبیرکل‌های این انجمن موفق به عضویت در تالار مشاهیر حسابداری شده‌اند.

## تاریخچه انجمن حسابداری آمریکا
انجمن حسابداری آمریکا در سال ۱۹۱۶ با نام انجمن آمریکایی آموزگاران دانشگاهی حسابداری (به انگلیسی: The American Association of University Instructors in Accounting) راه‌اندازی شد و پس از دو دهه فعالیت در سال ۱۹۳۶ نام آن به انجمن حسابداری آمریکا تغییر پیدا کرد.

## ارکان انجمن
راهبری انجمن حسابداری آمریکا بر عهده هیئت مدیره‌ای یازده نفری به ریاست دبیرکل آن است. عضویت در این هیئت منحصر به شهروندان آمریکایی نیست و دانشگاهیان برجسته‌ای از سراسر جهان نیز مفتخر به عضویت در آن شده‌اند. به عنوان مثال، رِسِپ پِکدِمیر (به انگلیسی: Recep Pekdemir) از دانشگاه استانبول ترکیه در هیئت مدیره کنونی عضویت دارد.

دیگر ارکان سازمانی انجمن عبارتند از:
- شورا،
- تیم مدیریتی هیئت مدیره،
- کمیته‌های دائمی (کمیته مالی، کمیته آموزشی، کمیته پژوهشی، کمیته راهبری، کمیته نامزدی، و کمیته انتشارات)، و
- گروه‌های کاری.

## نشریات انجمن
انجمن حسابداری آمریکا دارای سه مجله و دو گروه خبرنامه است.

### مجلات انجمن
- مجله بررسی‌های حسابداری (به انگلیسی: The Accounting Review) (پیوند[۵])،
- مجله موضوعاتی در آموزش حسابداری (به انگلیسی: Issues in Accounting Education) (پیوند[۶]) و
- مجله افق‌های حسابداری (به انگلیسی: Accounting Horizons) (پیوند[۷])